# Tour de France 1964
Le Tour de France 1964 est la 51e édition du Tour de France, course cycliste qui s'est déroulée du 22 juin au 14 juillet 1964 sur 22 étapes pour 4 504 km. Le départ du Tour a lieu à Rennes ; l'arrivée se juge à Paris au vélodrome du Parc des Princes. C'est l'une des éditions les plus célèbres de l'histoire de  la petite reine. Jacques Anquetil remporte l'épreuve après un duel homérique avec Raymond Poulidor, notamment sur les pentes du Puy de Dôme. Ce dernier finira deuxième à Paris à 55 secondes seulement du Normand, l'Espagnol Federico Bahamontes complétant le podium. Cette rivalité extraordinaire entre les deux Français coupera littéralement la France en deux entre les « pro Anquetil » et les « pro Poulidor ».  À l'issue de cette course légendaire, « Maître Jacques » devient le premier coureur à remporter 5 fois le Tour de France, dont quatre d'affilée. Cet ultime succès dans la Grande Boucle lui permet également de réaliser le doublé Tour d'Italie-Tour de France comme Fausto Coppi en 1949 et 1952. Ce Tour est aussi considéré par certains comme le plus dramatique de l'histoire (huit morts parmi les spectateurs).

## Généralités
Au niveau du règlement pour les bonifications : sont prévues pour les deux premiers de chaque étape (sauf le contre-la-montre par équipes), 20 et 10 secondes de bonification pour les contre-la-montre, 40 et 20 secondes pour les demi-étapes, 1 minute et 30 secondes pour toutes les autres étapes.
Deux principaux favoris identifiés avant la course sont deux Français. Jacques Anquetil, qui vient de remporter le Tour d'Italie a pour ambition de réaliser le doublé Tour d'Italie-Tour de France, ce qui n'a alors été réalisé que par Fausto Coppi en 1949 puis 1952 .
Raymond Poulidor vient lui de remporter le Tour d'Espagne 1964, sa première (et unique) victoire sur un grand tour.

## Déroulement de la course

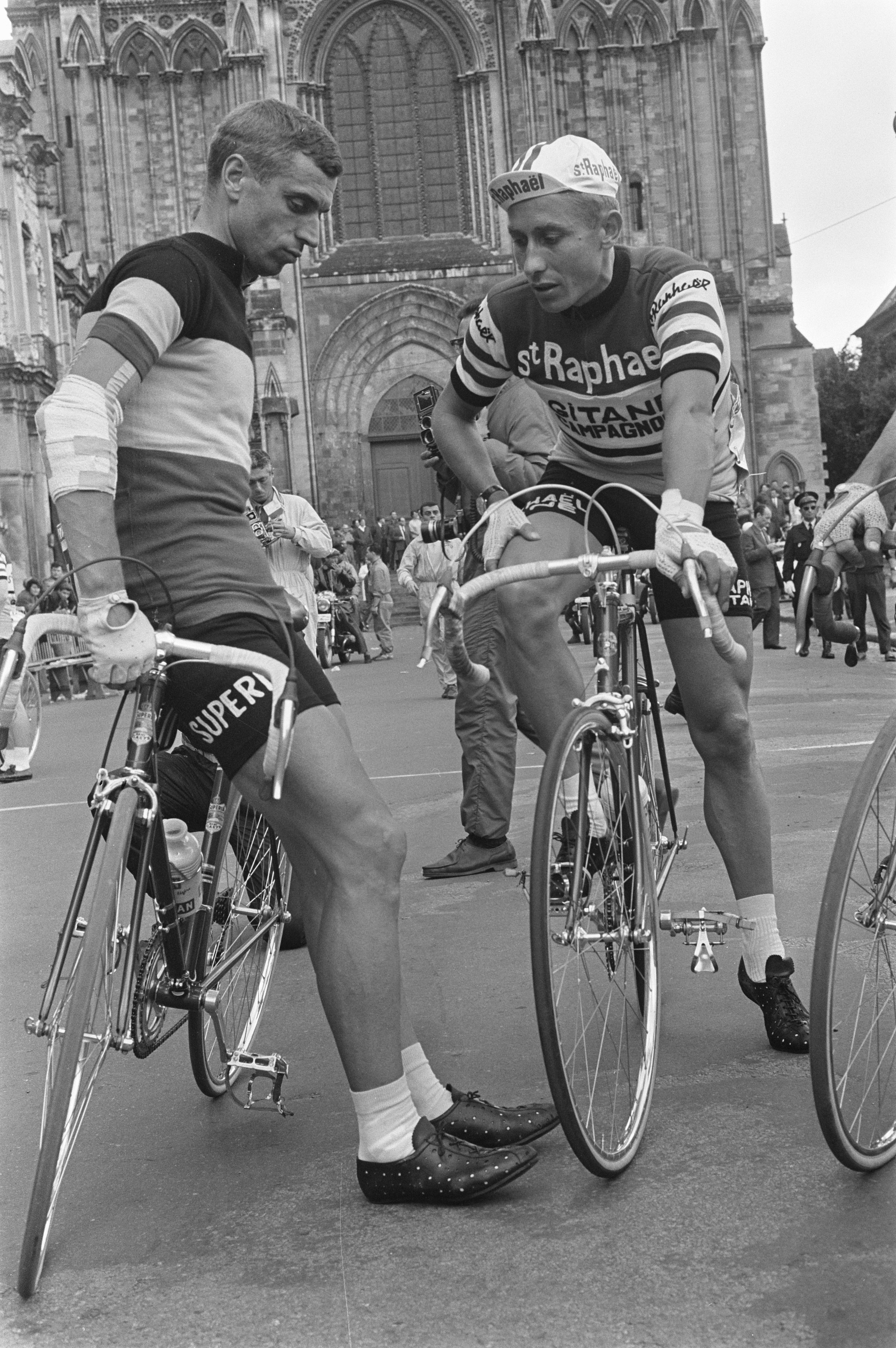
Départ à Lisieux. Rik Van Looy en conversation avec Jacques Anquetil

Dès la première étape, Raymond Poulidor concède vingt secondes à la suite d’une cassure occasionnée par la chute de Rik Van Looy. Lors du contre-la-montre par équipes, l'équipe Mercier de Poulidor prend 14 secondes à l'équipe Saint-Raphaël-Gitane-Campagnolo de son rival Jacques Anquetil. Rudi Altig, coéquipier de ce dernier, prend le maillot jaune au terme de l'étape entre Lunéville et Fribourg-en-Brisgau, après une échappée provoquée par Georges Groussard. Poulidor prend ensuite 24 secondes à Anquetil lors d'une étape entre Champagnole et Thonon-les-Bains. Il prend encore 30 secondes le lendemain pour sa deuxième place à Briançon, étape, qui passe par le Télégraphe et le Galibier, remportée par Federico Bahamontes. Georges Groussard, sixième de l'étape, prend la tête du classement général avec 3 min 30 s d'avance sur Bahamontes
Lors de la  neuvième étape entre Briançon et Monaco,  Poulidor ignore qu’il faut effectuer deux tours de piste et non un et coupe son effort à la fin du premier tour. Jacques Anquetil qui sait qu’il est difficile de doubler sur une piste en cendrée a fait l’effort de rentrer en premier sur la piste aidé par ses coéquipiers. Au passage sur la ligne après un premier tour, Anquetil est encore premier juste devant Poulidor, mais au contraire de Poulidor, il continue sur sa lancée et résiste au retour de Tom Simpson. Poulidor, le temps de se relancer, passe de la deuxième place à la cinquième place. Anquetil récupère la minute de bonification et Simpson la demi-minute dévolue au deuxième de l’étape. Deux jours plus tard, Anquetil s'impose sur le contre-la-montre de 20,8 kilomètres entre Hyères et Toulon, devançant Poulidor de 36 secondes et obtient également 10 secondes de bonification. 
Anquetil est perturbé durant le début de course par la prédiction d'un mage dans le journal France-Soir qui le voit se tuer avant la sortie des Pyrénées,.
Pour oublier ses tracas, Anquetil accompagne pendant la journée de repos son directeur sportif Raphaël Géminiani à un méchoui organisé par Radio-Andorre. Anquetil dévore le mouton avec un bel appétit. Le lendemain, pour la sortie des Pyrénées, Poulidor s'échappe avec Federico Bahamontes et Julio Jiménez dès le début de l'étape lors de la première ascension de l'histoire du Port d'Envalira. Anquetil, malgré des poussettes de son coéquipier Louis Rostollan — Anquetil sera finalement pénalisé de 15 secondes par les commissaires — atteint le sommet avec 4 minutes de retard. Auteur d'une belle descente dans un épais brouillard, Anquetil fait la jonction avec le groupe de tête. À 28 kilomètres de l'arrivée, Antonin Magne oblige Poulidor, contre la volonté de ce dernier, à changer de vélo, sa roue arrière étant voilée. Lors de ce changement, Poulidor est victime d'une chute provoquée par son mécano qui voulait le relancer juste avant Toulouse (il avait déjà chuté à Amiens),. Poulidor termine finalement à 2 min 36 s du groupe de tête, et se retrouve ainsi à plus de trois minutes de son rival. Le lendemain, Poulidor s'échappe du groupe des favoris lors de la montée du Portet. Il rejoint les coureurs échappés pour s'imposer à Luchon, reprenant ainsi 1 min 43 s à Anquetil.
À la sortie des Pyrénées, Poulidor compte 56 secondes de retard sur Anquetil, Georges Groussard occupant alors la première place du classement général. Lors du contre-la-montre entre Peyrehorade et Bayonne, Poulidor parvient à contenir Anquetil dans les mêmes temps. Survient une crevaison de Poulidor où son mécano tombe alors qu'il portait son vélo de remplacement. Ce dernier oublie de relancer son coureur qui perd encore du temps en remettant ses cale-pieds. Anquetil prend encore 43 secondes à son rival et s'empare également du maillot jaune. 
Le 11 juillet 1964, a eu lieu l'accident le plus mortel de l'histoire du Tour, à Port-de-Couze, sur la commune de Lalinde en Dordogne : un camion-citerne de kérosène conduit par un gendarme entre dans la foule, sur un pont étroit qui franchissait le canal de Lalinde presque en angle droit. Il y a eu neuf morts dont trois enfants, et treize blessés. À une centaine de mètres du lieu, une stèle commémore cet accident.

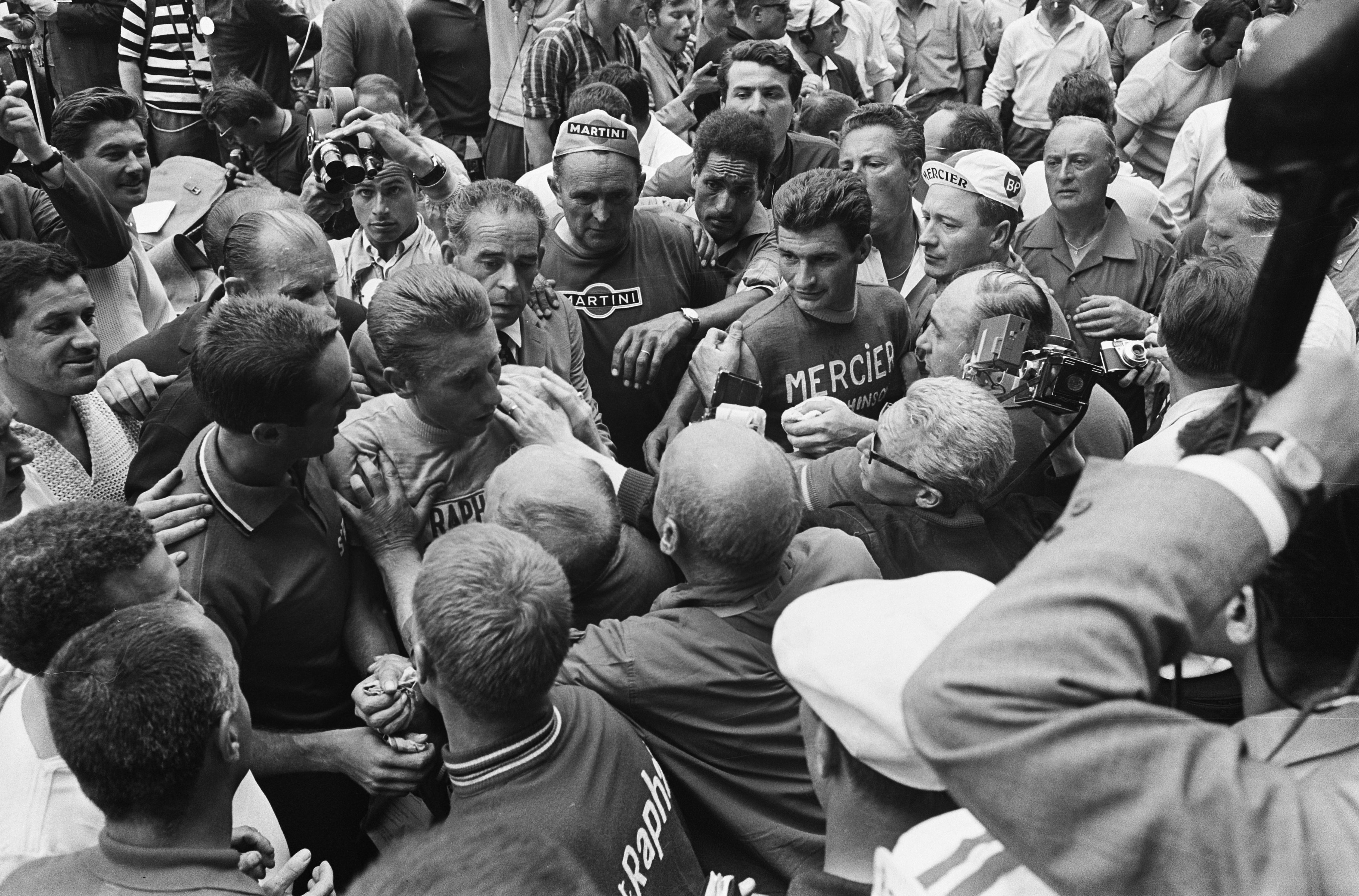
Jacques Anquetil et Raymond Poulidor, au Parc des Princes.

Arrive la dernière étape de montagne : le puy de Dôme où le duel entre Jacques Anquetil et Raymond Poulidor l'a fait entrer dans les étapes mythiques du Tour. Malgré un mauvais choix de braquet, Poulidor — auparavant au coude à coude avec son rival dans toute l'ascension — le lâche à un kilomètre de l'arrivée. Il parviendra à lui reprendre 42 secondes sur les 56 de retard qu'il accuse.
Plus tard, Poulidor déclare à propos du contre-la-montre arrivant à Bayonne : « J’ai perdu le Tour de France ce jour-là. Si j’avais gagné l’étape, Jacques n’aurait pas eu cet incroyable courage dans le Puy de Dôme ».[réf. nécessaire]
Le Tour se termine par un contre la montre de 27,500 kilomètres entre Versailles et le Parc des Princes. Poulidor, à seulement cinq kilomètres de l'arrivée et avec trois secondes de retard sur Anquetil, a toujours la possibilité de remporter le Tour s'il l'emporte de cinq secondes et avec le gain des vingt secondes de bonification. Anquetil s'impose finalement, devant Rudi Altig et Poulidor, à 21 secondes.
Anquetil remporte son cinquième Tour de France, devant Poulidor à 55 secondes et Bahamontes à 4 min 44 s. Les deux champions bouclent leur tour d’honneur ensemble après un Tour de France de légende. la vitesse moyenne de ce tour : 35,42 km/h.

## Étapes
| Étape,        | Date        | Villes étapes                         |                              | Distance (km)    | Vainqueur d’étape        | Leader du classement général |
| ------------- | ----------- | ------------------------------------- | ---------------------------- | ---------------- | ------------------------ | ---------------------------- |
| 1re étape     | 22 juin     | Rennes – Lisieux                      | Étape de plaine              | 215              | Edward Sels              | Edward Sels                  |
| 2e étape      | 23 juin     | Lisieux – Amiens                      | Étape de plaine              | 208              | André Darrigade          | Edward Sels                  |
| 3e étape (a)  | 24 juin     | Amiens – Forest (BEL)                 | Étape de plaine              | 196,5            | Bernard Van De Kerckhove | Bernard Van De Kerckhove     |
| 3e étape (b)  | 24 juin     | Forest (BEL) – Forest (BEL)           | Contre-la-montre par équipes | 21,3             | KAS-Kaskol               | Bernard Van De Kerckhove     |
| 4e étape      | 25 juin     | Forest (BEL) – Metz                   | Étape de plaine              | 291,5            | Rudi Altig               | Bernard Van De Kerckhove     |
| 5e étape      | 26 juin     | Lunéville – Fribourg-en-Brisgau (RFA) | Étape de plaine              | 161,5            | Willy Derboven           | Rudi Altig                   |
| 6e étape      | 27 juin     | Fribourg-en-Brisgau (RFA) – Besançon  | Étape de plaine              | 200              | Henk Nijdam              | Rudi Altig                   |
| 7e étape      | 28 juin     | Champagnole – Thonon-les-Bains        | Étape de plaine              | 195              | Jan Janssen              | Rudi Altig                   |
| 8e étape      | 29 juin     | Thonon-les-Bains – Briançon           | Étape de montagne            | 248,5            | Federico Bahamontes      | Georges Groussard            |
| 9e étape      | 30 juin     | Briançon – Monaco (MON)               | Étape de montagne            | 239              | Jacques Anquetil         | Georges Groussard            |
| 10e étape (a) | 1er juillet | Monaco (MON) – Hyères                 | Étape de plaine              | 187,5            | Jan Janssen              | Georges Groussard            |
| 10e étape (b) | 1er juillet | Hyères – Toulon                       | Contre-la-montre individuel  | 21               | Jacques Anquetil         | Georges Groussard            |
| 11e étape     | 2 juillet   | Toulon – Montpellier                  | Étape de plaine              | 250              | Edward Sels              | Georges Groussard            |
| 12e étape     | 3 juillet   | Montpellier – Perpignan               | Étape de plaine              | 174              | Jo de Roo                | Georges Groussard            |
| 13e étape     | 4 juillet   | Perpignan – Andorre (AND)             | Étape de montagne            | 170              | Julio Jiménez            | Georges Groussard            |
|               | 5 juillet   | Andorre (AND)                         | Jour de repos                | Journée de repos | Journée de repos         | Journée de repos             |
| 14e étape     | 6 juillet   | Andorre (AND) – Toulouse              | Étape de montagne            | 186              | Edward Sels              | Georges Groussard            |
| 15e étape     | 7 juillet   | Toulouse – Luchon                     | Étape de montagne            | 203              | Raymond Poulidor         | Georges Groussard            |
| 16e étape     | 8 juillet   | Luchon – Pau                          | Étape de montagne            | 197              | Federico Bahamontes      | Georges Groussard            |
| 17e étape     | 9 juillet   | Peyrehorade – Bayonne                 | Contre-la-montre individuel  | 42,5             | Jacques Anquetil         | Jacques Anquetil             |
| 18e étape     | 10 juillet  | Bayonne – Bordeaux                    | Étape de plaine              | 187              | André Darrigade          | Jacques Anquetil             |
| 19e étape     | 11 juillet  | Bordeaux – Brive-la-Gaillarde         | Étape de plaine              | 215,5            | Edward Sels              | Jacques Anquetil             |
| 20e étape     | 12 juillet  | Brive-la-Gaillarde – Puy de Dôme      | Étape de montagne            | 237,5            | Julio Jiménez            | Jacques Anquetil             |
| 21e étape     | 13 juillet  | Clermont-Ferrand – Orléans            | Étape de plaine              | 311              | Jean Stablinski          | Jacques Anquetil             |
| 22e étape (a) | 14 juillet  | Orléans – Versailles                  | Étape de plaine              | 118,5            | Benoni Beheyt            | Jacques Anquetil             |
| 22e étape (b) | 14 juillet  | Versailles – Paris - Parc des Princes | Contre-la-montre individuel  | 27,5             | Jacques Anquetil         | Jacques Anquetil             |

## Classements

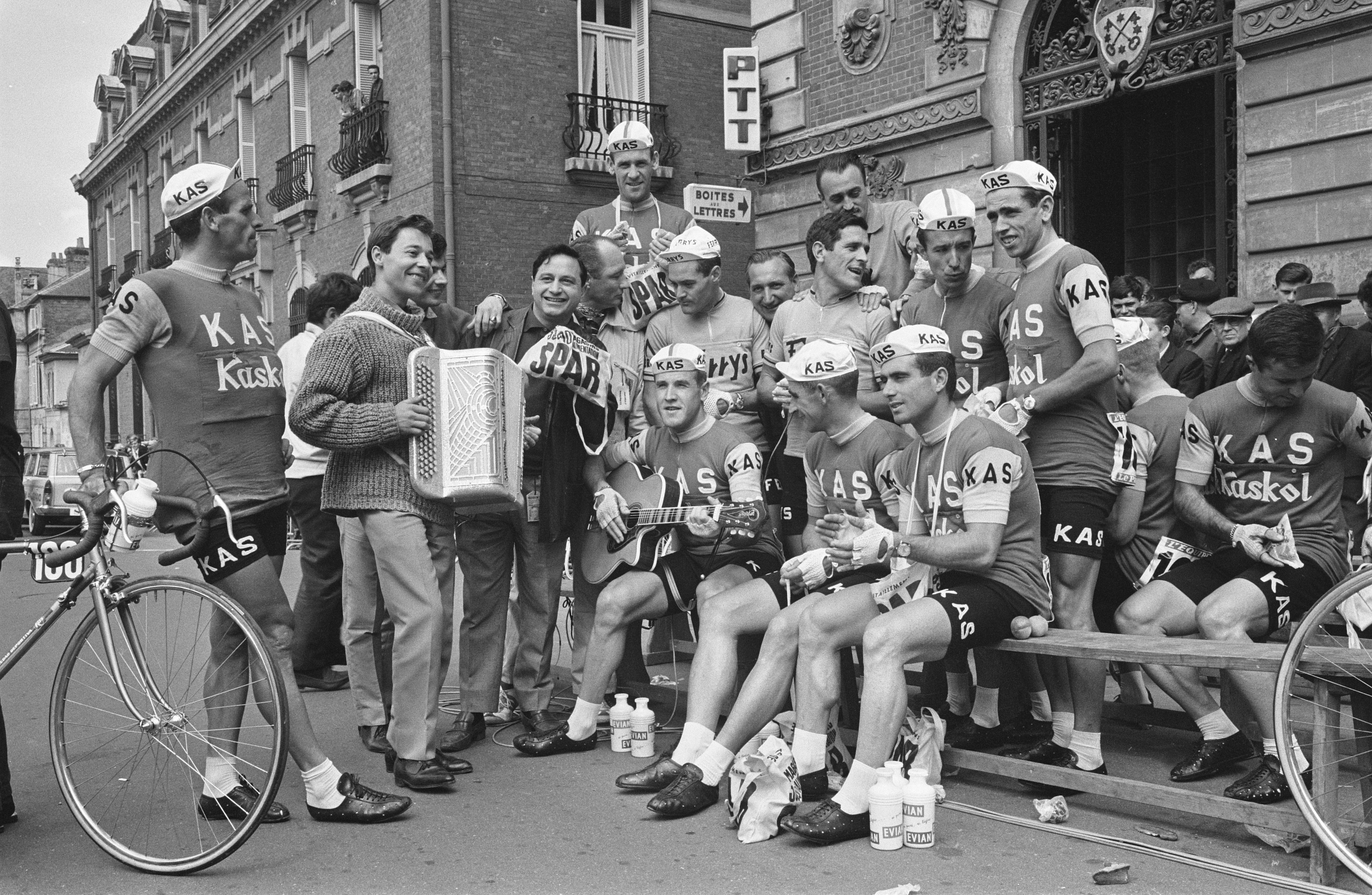
Les équipes Kas-Kaskol et Ferrys lors de la course.

### Classement général final
| Classement général | Classement général  | Classement général   | Classement général              | Classement général  |
|                    | Coureur             | Pays                 | Équipe                          | Temps               |
| ------------------ | ------------------- | -------------------- | ------------------------------- | ------------------- |
| 1er                | Jacques Anquetil    | France               | Saint-Raphaël-Gitane-Campagnolo | en 127 h 9 min 44 s |
| 2e                 | Raymond Poulidor    | France               | Mercier-BP-Hutchinson           | + 55 s              |
| 3e                 | Federico Bahamontes | Espagne              | Margnat-Paloma-Dunlop           | + 4 min 44 s        |
| 4e                 | Henry Anglade       | France               | Pelforth-Sauvage-Lejeune        | + 6 min 42 s        |
| 5e                 | Georges Groussard   | France               | Pelforth-Sauvage-Lejeune        | + 10 min 34 s       |
| 6e                 | André Foucher       | France               | Pelforth-Sauvage-Lejeune        | + 10 min 36 s       |
| 7e                 | Julio Jiménez       | Espagne              | KAS-Kaskol                      | + 12 min 13 s       |
| 8e                 | Gilbert Desmet      | Belgique             | Wiel's-Groene Leeuw             | + 12 min 17 s       |
| 9e                 | Hans Junkermann     | Allemagne de l'Ouest | Wiel's-Groene Leeuw             | + 14 min 2 s        |
| 10e                | Vittorio Adorni     | Italie               | Salvarani                       | + 14 min 19 s       |
| 11e                | Esteban Martín      | Espagne              | Margnat-Paloma-Dunlop           | + 25 min 11 s       |
| 12e                | Fernando Manzaneque | Espagne              | Ferrys                          | + 32 min 9 s        |
| 13e                | Francisco Gabica    | Espagne              | KAS-Kaskol                      | + 41 min 47 s       |
| 14e                | Tom Simpson         | Royaume-Uni          | Peugeot-BP-Englebert            | + 41 min 50 s       |
| 15e                | Rudi Altig          | Allemagne de l'Ouest | Saint-Raphaël-Gitane-Campagnolo | + 42 min 8 s        |
| 16e                | Karl-Heinz Kunde    | Allemagne de l'Ouest | Wiel's-Groene Leeuw             | + 42 min 16 s       |
| 17e                | Joaquim Galera      | Espagne              | KAS-Kaskol                      | + 43 min 47 s       |
| 18e                | Henri Duez          | France               | Peugeot-BP-Englebert            | + 46 min 16 s       |
| 19e                | Joseph Novales      | France               | Margnat-Paloma-Dunlop           | + 48 min 49 s       |
| 20e                | Eddy Pauwels        | Belgique             | Margnat-Paloma-Dunlop           | + 50 min 2 s        |
| 21e                | Arnaldo Pambianco   | Italie               | Salvarani                       | + 52 min 0 s        |
| 22e                | Louis Rostollan     | France               | Saint-Raphaël-Gitane-Campagnolo | + 55 min 6 s        |
| 23e                | Sebastián Elorza    | Espagne              | KAS-Kaskol                      | + 55 min 14 s       |
| 24e                | Jan Janssen         | Pays-Bas             | Pelforth-Sauvage-Lejeune        | + 59 min 31 s       |
| 25e                | Battista Babini     | Italie               | Salvarani                       | + 1 h 5 min 24 s    |
| modifier           |                     |                      |                                 |                     |

### Classements annexes finals
| Classement par points, | Classement par points, | Classement par points, | Classement par points,          | Classement par points, |
| ---------------------- | ---------------------- | ---------------------- | ------------------------------- | ---------------------- |
|                        | Coureur                | Pays                   | Équipe                          | Point(s)               |
| 1er                    | Jan Janssen            | Pays-Bas               | Pelforth-Sauvage-Lejeune        | 208 points             |
| 2e                     | Edward Sels            | Belgique               | Solo-Superia                    | 199 pts                |
| 3e                     | Rudi Altig             | Allemagne de l'Ouest   | Saint-Raphaël-Gitane-Campagnolo | 165 pts                |
| 4e                     | Gilbert Desmet         | Belgique               | Wiel's-Groene Leeuw             | 147 pts                |
| 5e                     | Raymond Poulidor       | France                 | Mercier-BP-Hutchinson           | 133 pts                |
| 6e                     | Jacques Anquetil       | France                 | Saint-Raphaël-Gitane-Campagnolo | 111 pts                |
| 7e                     | Benoni Beheyt          | Belgique               | Wiel's-Groene Leeuw             | 103 pts                |
| 8e                     | Henk Nijdam            | Pays-Bas               | Televizier                      | 103 pts                |
| 9e                     | Vittorio Adorni        | Italie                 | Salvarani                       | 83 pts                 |
| 10e                    | André Darrigade        | France                 | Margnat-Paloma-Dunlop           | 78 pts                 |
| modifier               |                        |                        |                                 |                        |

| Classement du Prix du meilleur grimpeur, | Classement du Prix du meilleur grimpeur, | Classement du Prix du meilleur grimpeur, | Classement du Prix du meilleur grimpeur, | Classement du Prix du meilleur grimpeur, |
| ---------------------------------------- | ---------------------------------------- | ---------------------------------------- | ---------------------------------------- | ---------------------------------------- |
|                                          | Coureur                                  | Pays                                     | Équipe                                   | Point(s)                                 |
| 1er                                      | Federico Bahamontes                      | Espagne                                  | Margnat-Paloma-Dunlop                    | 173 points                               |
| 2e                                       | Julio Jiménez                            | Espagne                                  | KAS-Kaskol                               | 167 pts                                  |
| 3e                                       | Raymond Poulidor                         | France                                   | Mercier-BP-Hutchinson                    | 90 pts                                   |
| 4e                                       | Hans Junkermann                          | Allemagne de l'Ouest                     | Wiel's-Groene Leeuw                      | 47 pts                                   |
| 5e                                       | Henri Anglade                            | France                                   | Pelforth-Sauvage-Lejeune                 | 44 pts                                   |
| 6e                                       | Jacques Anquetil                         | France                                   | Saint-Raphaël-Gitane-Campagnolo          | 34 pts                                   |
| 7e                                       | André Foucher                            | France                                   | Pelforth-Sauvage-Lejeune                 | 33 pts                                   |
| 8e                                       | Karl-Heinz Kunde                         | Allemagne de l'Ouest                     | Wiel's-Groene Leeuw                      | 27 pts                                   |
| 9e                                       | Vittorio Adorni                          | Italie                                   | Salvarani                                | 26 pts                                   |
| 10e                                      | Manuel Martín Piñera                     | Espagne                                  | KAS-Kaskol                               | 23 pts                                   |
| modifier                                 |                                          |                                          |                                          |                                          |

#### Classement par équipes
Les coureurs de l'équipe en tête de ce classement portent une casquette jaune (représentée dans les classements par l'icône  à côté du nom de l'équipe),.
| Classement par équipes, | Classement par équipes,         | Classement par équipes, | Classement par équipes, |
|                         | Équipe                          | Pays                    | Temps                   |
| ----------------------- | ------------------------------- | ----------------------- | ----------------------- |
| 1re                     | Pelforth-Sauvage-Lejeune        | France                  | en 381 h 33 min 36 s    |
| 2e                      | Wiel's-Groene Leeuw             | Belgique                | + 30 min 24 s           |
| 3e                      | Saint-Raphaël-Gitane-Campagnolo | France                  | + 30 min 52 s           |
| 4e                      | Margnat-Paloma-Dunlop           | France                  | + 53 min 9 s            |
| 5e                      | KAS-Kaskol                      | Espagne                 | + 1 h 7 min 34 s        |
| 6e                      | Salvarani                       | Italie                  | + 1 h 50 min 42 s       |
| 7e                      | Mercier-BP-Hutchinson           | France                  | + 2 h 2 min 53 s        |
| 8e                      | Ferrys                          | Espagne                 | + 2 h 11 min 22 s       |
| 9e                      | Peugeot-BP-Englebert            | France                  | + 2 h 27 min 35 s       |
| 10e                     | Flandria-Romeo                  | Belgique                | + 4 h 32 min 17 s       |
| modifier                |                                 |                         |                         |

### Évolution des classements
| Étape              | Vainqueur                | Classement général       | Classement par points | Classement de la montagne | Classement par équipes   | Classement de la combativité    |
| ------------------ | ------------------------ | ------------------------ | --------------------- | ------------------------- | ------------------------ | ------------------------------- |
| 1                  | Edward Sels              | Edward Sels              | Edward Sels           | Raymond Poulidor          | Wiel's-Groene Leeuw      | Henry Anglade                   |
| 2                  | André Darrigade          | Edward Sels              | Jan Janssen           | Robert Poulot             | Wiel's-Groene Leeuw      | Rik Van Looy                    |
| 3a                 | Bernard Van de Kerckhove | Bernard Van de Kerckhove | Jan Janssen           | Robert Poulot             | Solo-Superia             | Solo-Superia                    |
| 3b                 | KAS-Kaskol               | Bernard Van de Kerckhove | Jan Janssen           | Robert Poulot             | KAS-Kaskol               | Solo-Superia                    |
| 4                  | Rudi Altig               | Bernard Van de Kerckhove | Rudi Altig            | Julio Jiménez             | Pelforth-Savage-Lejeune  | Non décerné                     |
| 5                  | Willy Derboven           | Rudi Altig               | Rudi Altig            | Rudi Altig                | Pelforth-Savage-Lejeune  | Joaquim Galera                  |
| 6                  | Henk Nijdam              | Rudi Altig               | Rudi Altig            | Rudi Altig                | Pelforth-Savage-Lejeune  | Henk Nijdam                     |
| 7                  | Jan Janssen              | Rudi Altig               | Jan Janssen           | Julio Jiménez             | Pelforth-Savage-Lejeune  | Guy Epaud                       |
| 8                  | Federico Bahamontes      | Georges Groussard        | Jan Janssen           | Julio Jiménez             | Pelforth-Savage-Lejeune  | Federico Bahamontes             |
| 9                  | Jacques Anquetil         | Georges Groussard        | Jan Janssen           | Federico Bahamontes       | Pelforth-Savage-Lejeune  | Jacques Anquetil                |
| 10a                | Jan Janssen              | Georges Groussard        | Jan Janssen           | Federico Bahamontes       | Pelforth-Savage-Lejeune  | Non décerné                     |
| 10b                | Jacques Anquetil         | Georges Groussard        | Jan Janssen           | Federico Bahamontes       | Pelforth-Savage-Lejeune  | Non décerné                     |
| 11                 | Edward Sels              | Georges Groussard        | Jan Janssen           | Federico Bahamontes       | Pelforth-Savage-Lejeune  | Non décerné                     |
| 12                 | Jo de Roo                | Georges Groussard        | Jan Janssen           | Federico Bahamontes       | Pelforth-Savage-Lejeune  | Saint-Raphaël-Gitane-Campagnolo |
| 13                 | Julio Jiménez            | Georges Groussard        | Jan Janssen           | Federico Bahamontes       | Pelforth-Savage-Lejeune  | Julio Jiménez                   |
| 14                 | Edward Sels              | Georges Groussard        | Edward Sels           | Federico Bahamontes       | Pelforth-Savage-Lejeune  | Henry Anglade                   |
| 15                 | Raymond Poulidor         | Georges Groussard        | Jan Janssen           | Federico Bahamontes       | Pelforth-Savage-Lejeune  | Raymond Poulidor                |
| 16                 | Federico Bahamontes      | Georges Groussard        | Jan Janssen           | Federico Bahamontes       | Pelforth-Savage-Lejeune  | Federico Bahamontes             |
| 17                 | Jacques Anquetil         | Jacques Anquetil         | Jan Janssen           | Federico Bahamontes       | Pelforth-Savage-Lejeune  | Non décerné                     |
| 18                 | André Darrigade          | Jacques Anquetil         | Jan Janssen           | Federico Bahamontes       | Pelforth-Savage-Lejeune  | André Darrigade                 |
| 19                 | Edward Sels              | Jacques Anquetil         | Jan Janssen           | Federico Bahamontes       | Pelforth-Savage-Lejeune  | Solo-Superia                    |
| 20                 | Julio Jiménez            | Jacques Anquetil         | Jan Janssen           | Federico Bahamontes       | Pelforth-Savage-Lejeune  | Jacques Anquetil                |
| 21                 | Jean Stablinski          | Jacques Anquetil         | Jan Janssen           | Federico Bahamontes       | Pelforth-Savage-Lejeune  | Joseph Novales                  |
| 22a                | Benoni Beheyt            | Jacques Anquetil         | Jan Janssen           | Federico Bahamontes       | Pelforth-Savage-Lejeune  | Benoni Beheyt                   |
| 22b                | Jacques Anquetil         | Jacques Anquetil         | Jan Janssen           | Federico Bahamontes       | Pelforth-Savage-Lejeune  | Benoni Beheyt                   |
| Classements finals | Classements finals       | Jacques Anquetil         | Jan Janssen           | Federico Bahamontes       | Pelforth-Sauvage-Lejeune | Henry Anglade                   |

## En marge du Tour
Comme chaque année de 1962 à 1971, l'accordéoniste Roland Zaninetti a accompagné la caravane du Tour en tant qu'accordéoniste officiel.  